# A Somogyi Sportmúzeum egykori épülete
A Kaposváron a Kontrássy utca 3. alatt álló épület 1900-ban épült, szecessziós stílusú műemlék. Korábban itt működött a Somogyi Sportmúzeum, amely a megye sportéletének történetét mutatta be 1908-tól napjainkig.

## Az épület
A múzeum egy 1900-ban épült kétszintes lakóházban kapott helyet, ma a Kontrássy u. 3. szám alatt található. A gazdagon díszített szecessziós épület kapujának egyik oldalára vakolatdíszként az eredeti házszámot (2), másik oldalra a tulajdonos monogramját formálta ki az épületet díszítő Borovitz Imre. A kapu és a folyosókorlát díszeit Rózsa Ignác műlakatosmester készítette.
1919-ben ide költözött Latinca Sándor, a Tanácsköztársaság somogyi direktóriumának tagja, később a megye kormányzótanácsi biztosa. Emlékére a szovjet időkben múzeumot rendeztek be a házban, mely 1990 végéig működött.

### A sportmúzeum
1996-ban, több éves kutató- és gyűjtőmunka után az a Jutasi Róbert sportújságíró alapította meg a múzeumot, aki korábban már megszervezett egy sikeres kiállítást a Kaposvári Rákóczi 60 éves történetéről. Itt viszont nem csak ennek a sportegyesületnek, hanem Somogy vármegye sportjának minden területének emlékei bemutatásra kerültek: 160 m²-en 5 tárlóban látható volt több mint 100 sportoló és 20 sportvezető írásos dokumentuma, fényképe és díja (köztük Csik Ferenc olimpiai bajnok úszó saját kézzel írt önéletrajza), valamint több igazi különlegesség is: egy 19. századból származó velocipéd, a Rákóczi 1928-ból származó csapatzászló, Németh Kornél motor- és Tóth János autóversenyzők serlegei és eredeti öltözékei, és az a fáklya is, mellyel 1912-ben Somogy vármegyén keresztül vitték a stockholmi olimpiára az olimpiai lángot. Aki csoportban látogatta meg a múzeumot, vetítéses formában is megtekinthette a megye sportemlékeiről készült bemutatót.
A kaposvári közgyűlés 2014-ben döntött úgy, hogy a város átveszi a múzeum gyűjteményét, és a Fő utcába költözteti azt. Az új kiállítás 2016 elején Sportolók, sikerek, serlegek címmel nyílt meg az Anker-házban.